# El alquimista impaciente (película)
El alquimista impaciente es una película coproducción argentino-española dirigida por Patricia Ferreira en el año 2002 que adapta la novela homónima de Lorenzo Silva. Fue estrenada en España el 17 de mayo de 2002 y en Argentina el 10 de abril de 2003.

## Argumento
Un cadáver desnudo, sin rastros de violencia, aparece atado a una cama en un motel de carretera. El sargento de la Unidad Central Operativa de la Guardia Civil (UCO), Rubén Bevilacqua (Roberto Enríquez) y su ayudante, Virginia Chamorro (Íngrid Rubio) reciben la orden de investigar la muerte. Pronto averiguan que el muerto era Trinidad Soler, un hombre corriente, con mujer y dos hijos pequeños, muy apreciado en su trabajo en la central nuclear. ¿Muerte natural por un exceso o asesinato? El caso no se presenta nada fácil.

## Reparto
- Íngrid Rubio: Virginia Chamorro
- Roberto Enríquez: Rubén Bevilacqua
- Chete Lera: Dávila
- Adriana Ozores: Blanca Díez
- Miguel Ángel Solá: Zaldívar
- Jordi Dauder: Ochaita
- Mariana Santángelo: Patricia Zaldívar
- Nacho Vidal: Vasili
- Valeria Arribas: Salgado
- Monti Castiñeiras: Policía científica
- Josep Linuesa: Egea
- Miguel Zúñiga: Marchena

## Premios y nominaciones
Medallas del Círculo de Escritores Cinematográficos de 2002
| Categoría            | Candidato                         | Resultado |
| -------------------- | --------------------------------- | --------- |
| Mejor guion adaptado | Patricia Ferreira Enrique Jiménez | Ganadores |

XVII edición de los Premios Goya
| Categoría                 | Persona          | Resultado |
| ------------------------- | ---------------- | --------- |
| mejor actor revelación    | Roberto Enríquez | Nominado  |
| mejor dirección artística | Rafael Palmero   | Nominado  |